# Alice Pelle
Alice Pelle (Roma, 6 luglio 1971) è una cantautrice italiana.

## Biografia
Nata a Roma, all'età di nove anni ha iniziato a studiare pianoforte. Le sue prime influenze musicali sono Beatles, Tori Amos, Carole King. Dopo brevi esperienze con band dell'underground romano, intraprende la carriera solista e inizia a comporre i primi brani piano e voce.

### Il primo album,Camera
Debutta nel mondo della discografia nel 2005 con l'album Camera, sei brani scritti, prodotti e arrangiati da lei assieme a Fabio Lanciotti. L'album presenta una veste grafica unica e particolare, opera del pittore Bruno Aller.
Nello stesso anno vince il 1º premio (sezione solisti pop rock) al Festival delle Arti di Bologna.

### Il secondo album,Little Dream
A settembre 2007 esce per la Suono Records Little Dream, suo secondo disco solista, composto di nove brani caratterizzati da atmosfere tra il genere cantautorale e il jazz. Sono inoltre presenti due cover (Grace di Jeff Buckley e Bad degli U2) e la trasposizione in musica di una poesia di Gianni Rodari, Il giornale dei gatti.

### Collaborazioni
Nel 2005 Alice Pelle entra a far parte dei Belladonna, band con la quale suona principalmente in USA e in Gran Bretagna.
Con il gruppo registra 3 album: Metaphysical Attraction del 2006, The Noir Album del 2009 (registrato in California nei prestigiosi "Radiostar Studios" di Sylvia Massy, nota per le sue collaborazioni con Skunk Anansie, Tool, System of a Down e molti altri), e And there was light del 2011 (registrato agli "Stagg Street Studios" di Los Angeles con Mike Tacci, famoso per aver lavorato con Metallica, Tori Amos, Vasco Rossi). In questi anni partecipa ad importanti festival italiani e stranieri.
Nel gennaio 2010 entra a far parte della band di Alex Britti per il tour invernale 2010, e per i tour estivi del 2010 (".23") e del 2011.
Nel maggio del 2013 è vincitrice della II edizione del Musiche Festival di Roma.

## Discografia

### Alice Pelle
- 2005 - Camera
- 2007 - Little Dream
- 2021 - Oltre - singolo

### Belladonna
- 2006 - Metaphysical Attraction
- 2009 - The Noir Album
- 2011 - And There Was Light

### Collaborazioni
- 2011 - IV Luna "The last day of an ordinary life"
- 2014 - Kissed by Kiss - Celtic Moon Edizioni (compilation di cover di brani dei Kiss realizzate da 22 gruppi/artisti della scena underground romana, allegata al libro omonimo. Alice Pelle vi compare con un rifacimento per solo piano e voce del brano You love me to hate you)